# دون ميتز
دون ميتز هو لاعب هوكي الجليد كندي، ولد في 10 يناير 1916 في ويلكوس في كندا، وتوفي في 16 نوفمبر 2007 في ريجاينا في كندا.

## وصلات خارجية
- دون ميتز على موقع دوري الهوكي الوطني (الإنجليزية)
- دون ميتز على موقع قاعة مشاهير الهوكي (لاعب أن.إتش.أل) (الإنجليزية)
- دون ميتز على موقع EliteProspects.com (الإنجليزية)
- دون ميتز على موقع HockeyDB.com (الإنجليزية)
- دون ميتز على موقع Hockey-Reference.com (الإنجليزية)